# Baltisches Wappenbuch
Baltisches Wappenbuch är en vapenbok för den baltiska adeln utgiven 1882 av Carl Arvid Klingspor och illustrerad av Adolf Matthias Hildebrandt. Boken innehåller 798 vapen för ätter som ingår i Estländska ridderskapet, Livländska ridderskapet, Kurländska ridderskapet och Öselska ridderskapet.